# La febbre della prateria
La febbre della prateria (Prairie Fever) è un film western del 2008 diretto da Stephen Bridgewater.

## Trama
Preston Biggs è lo sceriffo di Clearwater, che a causa di problemi economici è costretto a scortare tre donne fino a Carson City. Queste donne però soffrono della febbre della prateria, una specie di pazzia che colpisce le donne. Lettie ha provato ad uccidere il marito, Abigale è troppo fragile per la vita della prateria e Blue non fa altro che leggere la bibbia. Alla carovana si unisce Olivia, in fuga da un uomo che la tiene con sé per guadagnare denaro barando ai tavoli da gioco.